# Ignace Schops
Ignace Schops (Heusden-Zolder, 1964) is een Vlaams natuur- en milieubeschermer die internationaal actief is, deskundige op het gebied van herpetologie, biodiversiteit en landschapszorg en bezieler van het Nationaal Park Hoge Kempen. 

## Loopbaan
Ignace Schops studeerde aanvankelijk informatica, maar werd steeds meer aangetrokken door de natuur en meer bepaald door reptielen volgde hij daarna een opleiding in de groene sector. Schops werd directeur van het Regionaal Landschap Kempen en Maasland en was van 2014 tot 2021 President van EUROPARC Federation, het grootste netwerk voor natuur in Europa. Hij isfellow en full member van de EU Chapter van de Club van Rome en was ondervoorzitter van Natuurpunt vzw. Sinds 2022 is hij ook voorzitter van Bond Beter Leefmilieu.

## Bezieling Nationaal Park Hoge Kempen
Ignace Schops kreeg veel waardering voor zijn baanbrekend werk bij het realiseren van het Nationaal Park Hoge Kempen.
Het succes van zijn werk is gebaseerd op het (Re)connection Model, dat tracht om natuur en maatschappij (opnieuw) te verbinden. Dit model hanteert daarvoor vier principes:
- (opnieuw) verbinden van natuur met natuur
- (opnieuw) verbinden van mensen met natuur
- (opnieuw) verbinden van economie met natuur
- (opnieuw) verbinden van beleid met praktijk

Zelf zegt hij dat zijn belangrijkste troef hierop neerkomt dat hij natuur goed moet kunnen vertalen in termen van rendement en centen waardoor je een betere toegang krijgt tot ondernemers en politici.

## Overige activiteiten
Schops heeft zich op verschillende manieren ingezet voor natuur- en milieubescherming. Zo heeft hij naar aanleiding van de  VN-conferentie inzake Milieu en Ontwikkeling van januari 2012 in Rio de Janeiro een bijdrage geschreven voor  het boek Green Growth and travelism, Letters from leaders. Ook schreef hij over herpetologie, natuurbescherming, landschapszorg, sociaal ondernemerschap en duurzaam toerisme. In 2013 werd hij lid van het Climate Leadership Corps van Al Gore. 
In 2014 was hij een van de initiatiefnemers van de "KLIMAATZAAK", een rechtszaak tegen de Belgische overheden voor een te laks klimaatbeleid.
In 2017 trad hij toe tot The Rewilding Europe Circle, (onderdeel van Rewilding Europe), een internationale adviesgroep van natuurbeschermers die nadenken over de toekomst van rewilding in Europa. Schops is de auteur van het in 2022 gepubliceerde boek "Gered door de Boomkikker. De grote toekomst van mens en natuur".

## Onderscheidingen en eerbetoon
Schops kreeg in 2008 de Goldman Environmental Prize, ook wel de groene Nobelprijs genoemd, voor zijn rol bij het opzetten van het Nationaal Park Hoge Kempen als eerste nationaal park in België. Op 9 oktober 2008 werd hij in Parijs voor de tweede keer in één jaar tijd onderscheiden met de titel Ashoka fellow, door de wereldorganisatie van leidinggevende sociale ondernemers. Daarnaast werd hij wereldwijd biodiversiteitsambassadeur voor Countdown 2010 van the International Union for the Conservation of Nature (IUCN). In juni 2013 trad hij toe tot de Climate Leadership Corps van Al GoreIn 2017 werd hij door Charlie Magazine uitgeroepen tot een van de 25 meest invloedrijke Belgen in de wereld.
Behalve internationale erkenning kreeg Schops diverse nationale onderscheidingen zoals het Gulden Spoor en Ambassadeur voor duurzaam toerisme. Vanwege zijn internationaal werk voor biodiversiteit en sociaal ondernemerschap kreeg hij in 2011 de titel van Eredoctor van de Universiteit Hasselt.  In november 2013 werd Ignace Schops door koning Filip benoemd tot Commandeur in de Kroonorde.
In 2019 ontving hij de "Gouden Erepenning" in het Vlaams Parlement voor langdurig en aanwijsbaar verdienstelijk werk van het Regionaal Landschap Kempen en Maasland. In 2021 volgde vanuit de economische sector de prestigieuze "Etion Leadership Award" in Gent.